# Abraham J. Muste

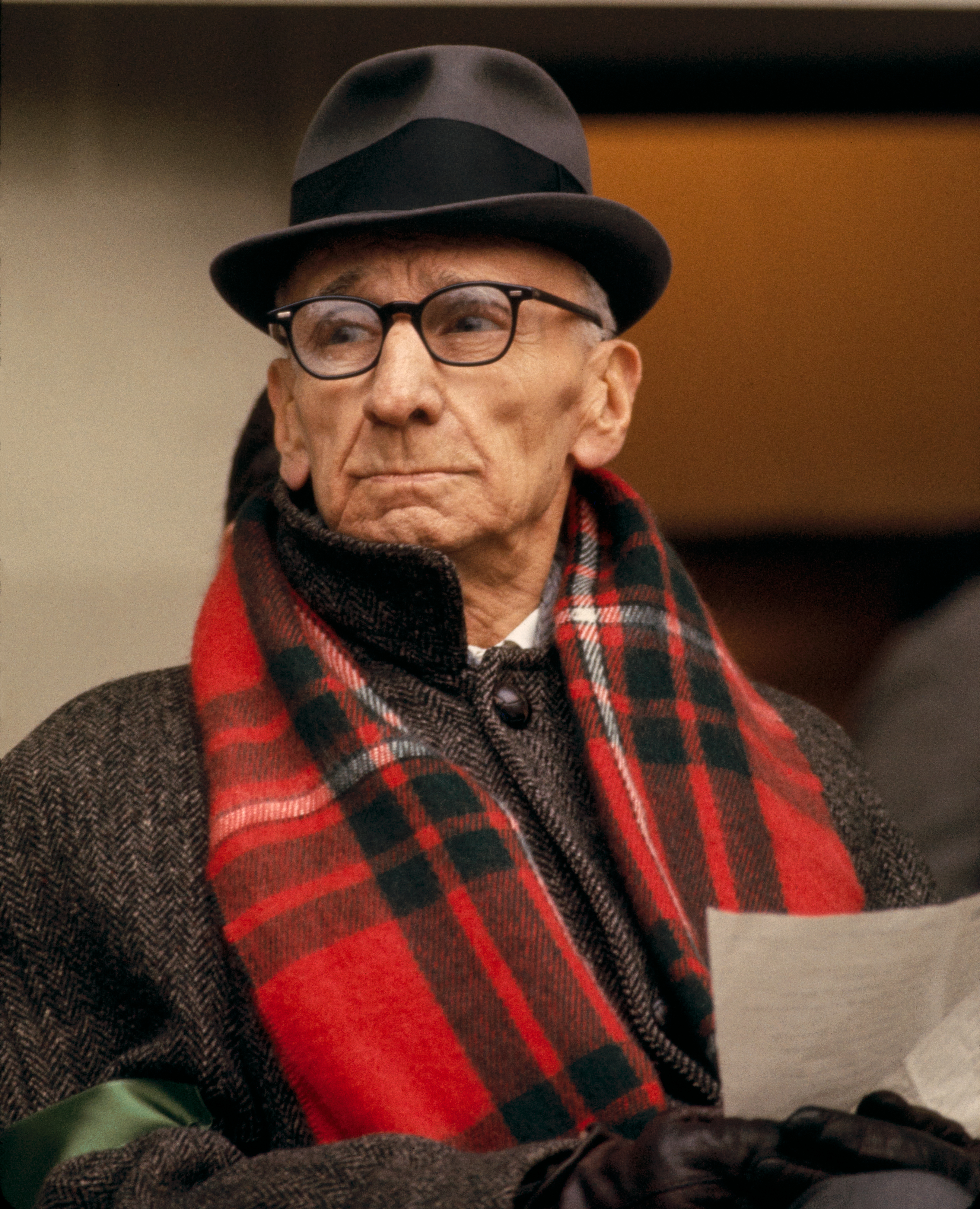
Abraham J. Muste

Abraham J. (Johannes) Muste (* 8. Januar 1885 in Zierikzee; † 11. Februar 1967 in New York), auch A. J. Muste, war ein reformierter Geistlicher und sozialistischer Aktivist der Arbeiter- und Friedensbewegung in den USA.

## Leben

### Jugend und Ausbildung
In den Niederlanden geboren, siedelte Muste als Kind in die USA über und wuchs in einem orthodox-calvinistischen Milieu im Westen von Michigan auf. Obwohl er schon als Kind in einer Möbelfabrik arbeiten musste, gelang es ihm ein Theologiestudium am Union Theological Seminary in New York City zu absolvieren, wo er sich durch den Kontakt mit den Lehren des Social Gospel politisierte und Gleichgesinnte wie Norman Thomas fand.
Nach kurzer Tätigkeit als Pfarrer der Reformed Church in America wurde er auch in der pazifistischen Fellowship of Reconciliation (FOR) aktiv, seine Opposition zum Ersten Weltkrieg beendete seine Laufbahn als Geistlicher.

### Gewerkschafter und Trotzkist
Muste wurde nun in der Gewerkschaftsbewegung aktiv und war während des siegreichen Textilarbeiterstreiks in Lawrence 1919 einer der Streikführer. Ihm gelang es in den Folgejahren, die zersplitterten Textilarbeitergewerkschaften in New England zu den Amalgamated Textile Workers of America (ATWA) zusammenzuschließen, weiterhin gründete und leitete er mit dem Brookwood Labor College in Katonah eine wichtige gewerkschaftliche Bildungseinrichtung.
Auf Grund seiner radikalen Positionen wurde Muste seitens der Führung des Gewerkschaftsdachverbandes American Federation of Labor vorgeworfen Kommunist zu sein; mit gleichgesinnten, der AFL-Führung kritisch gegenüberstehenden Gewerkschaftern gründete er Ende der 1920er Jahre die Conference for Progressive Labor Action, welches sich im Zuge der Weltwirtschaftskrise in American Workers Party (AWP) umbenannte und zu marxistischen Positionen hin entwickelte. Die AWP und Muste leiteten in dieser Zeit mit dem Streik im Auto-Lite-Werk in Toledo eine der militantesten betrieblichen Auseinandersetzungen der 1930er Jahre in den USA.
1934 schloss sich die AWP mit der trotzkistischen Communist League of America um James P. Cannon und Max Shachtman zur Workers Party of the United States zusammen, Muste selbst zog sich aber nach kurzer Zeit aus der Organisation zurück.

### Friedensaktivist
Ab 1936 engagierte sich Muste wieder in der Friedensbewegung, so in der FOR und bei der Unterstützung von Kriegsdienstverweigerern und gegen Nuklearwaffen, daneben war er in der Bürgerrechtsorganisation Congress of Racial Equality (CORE) aktiv. Aufsehen erregte er dabei, als er trotz seines hohen Alters und angeschlagener Gesundheit 1959 bei einer Demonstration über den Zaun einer Militärbasis in Omaha stieg. 1956 zählte er zu den Gründern der Zeitschrift Liberation, welche sich zu einem wichtigen Forum der entstehenden Neuen Linken in den USA entwickelte und des American Forum for Socialist Education. Er beteiligte sich an der Arbeit der Christlichen Friedenskonferenz (CFK) und ließ sich in den Beratenden Ausschuss ihrer I. Allchristlichen Friedensversammlung wählen, die 1961 in Prag stattfand. Noch kurz vor seinem Tod zählte Muste zu den bekanntesten Sprechern der Bewegung gegen den Vietnam-Krieg, in dieser Eigenschaft nahm er 1966 beziehungsweise 1967 an Reisen von Friedensdelegationen in beide Teile Vietnams teil.

## Werke
- The Essays of A.J. Muste. New York 1967 (herausgegeben von Nat Hentoff)